# Хашим (брунейський принц)
Хашим — брунейський принц, візир («бендагара») та намісник Сараваку. Син брунейського султана Мухаммада Канзуля Алама, дядько султана Омара Алі Сайфуддіна II. 
У 1834 році Хашим вирушив до Сараваку за дорученням султана Брунею Омара Алі Сайфуддіна II з метою отримати в намісника Макоти данину для султана. 1839 року він зустрівся з британським військовим та авантюристом Джеймсом Бруком, який допоміг йому вгамувати повстання місцевих племен. Оскільки Хашим запропонував Бруку посаду намісника Сараваку, яку водночас займав Макота, останній намагався боротися й з Бруком. 24 вересня 1841 року Хашим привів Брука до присяги намісника Сараваку в присутності Макоти, причому прибічники Хашима погрожували Макоті ножами.
Після повернення до Брунею в 1842 році повернув собі титул бендагари. Певний час носив титул спадкового принца Брунею.
При дворі султана Омара Алі Сайфуддіна II Хашима та його брата Бедруддіна вважали пробританською партією.
Вбитий разом із братами, дружиною, синами та іншими родичами під час палацового перевороту в Брунеї в кінці грудня 1845 чи в січні 1846 року.